# 農神槽溝

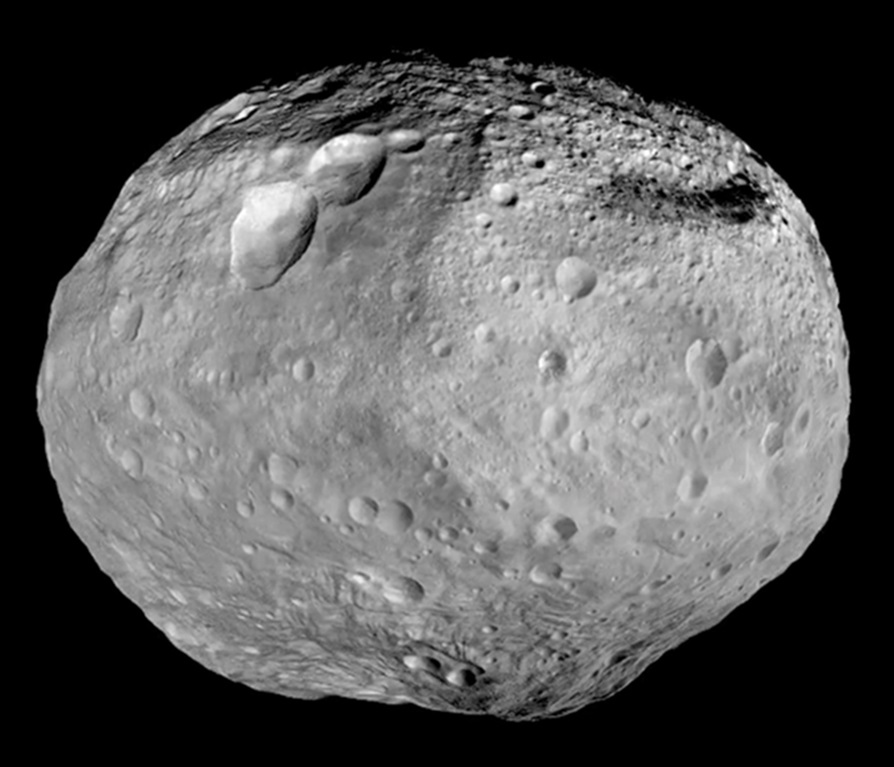
農神槽溝位於灶神星整體影像的右上方，與鄰近的溝紋平行，傾斜著接近終端。

農神槽溝（Saturnalia Fossa，/sætərˈneɪliə ˈfɒsə/） 是巨大的小行星灶神星北半球上平行於維納尼亞盆地的一系列槽溝中最大的。估計它的寬度為39公里，長度至少有365公里。當2012年初測量時，一端消失在暗影中，所以不知道它的總長度。它被認為是創造維納尼亞盆地的撞擊產生的激波所形成同心圓的結果。它是列入太陽系最長的峽谷表中的成員之一，而它的名字源自羅馬節慶的名字Saturnalia。